# Епархия Фурноса Малого
Епархия Фурноса Малого (итал. Fornos Minore) — титулярная епархия Римско-Католической церкви.

## История
Античный римский город Фурнос Малый, находившийся в римской провинции Африка, являлся в первые века христианства местом одноимённой епархии, которая входила в митрополию Карфагена.
С 1965 года епархия Форноса Малого является титулярной епархией Римско-Католической церкви.

## Титулярные епископы
- епископ Шарль Журне (15.02.1965 — 22.02.1965);
- епископ Georges-Louis Mercier (11.02.1968 — 13.10.1976);
- епископ Аттильо Никора (16.04.1977 — 30.06.1992);
- епископ Henryk Tomasik (21.11.1992 — 16.10.2009);
- епископ William Terrence McGrattan (6.11.2009 — по настоящее время).